# 花梨坎駅
座標: 北緯40度5分00.00秒 東経116度33分6.46秒 / 北緯40.0833333度 東経116.5517944度
花梨坎駅（かりかんえき）は中華人民共和国北京市順義区に位置する北京地下鉄15号線の駅である。

## 歴史
- 2010年12月30日 - 開業。

## 駅構造

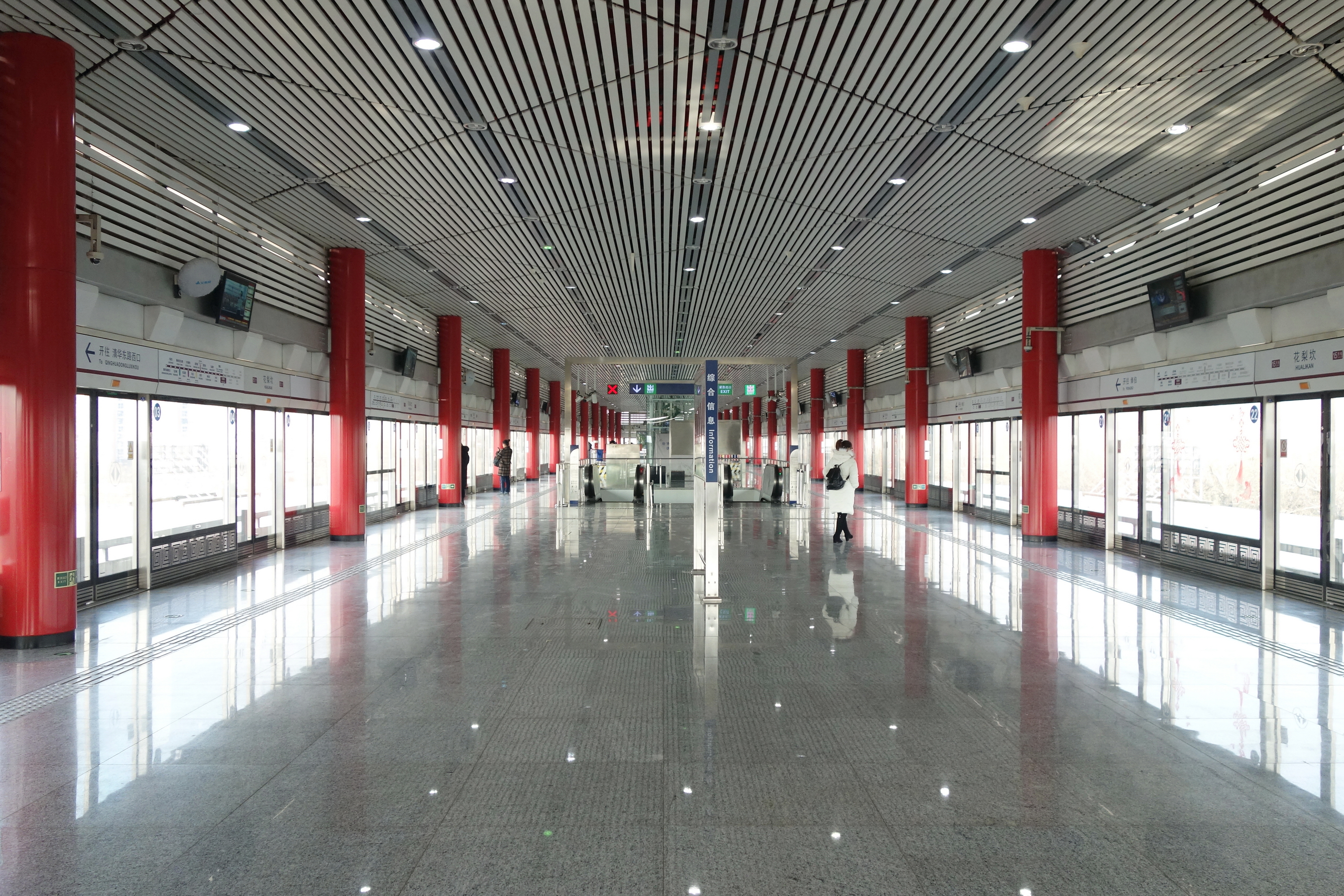
ホーム

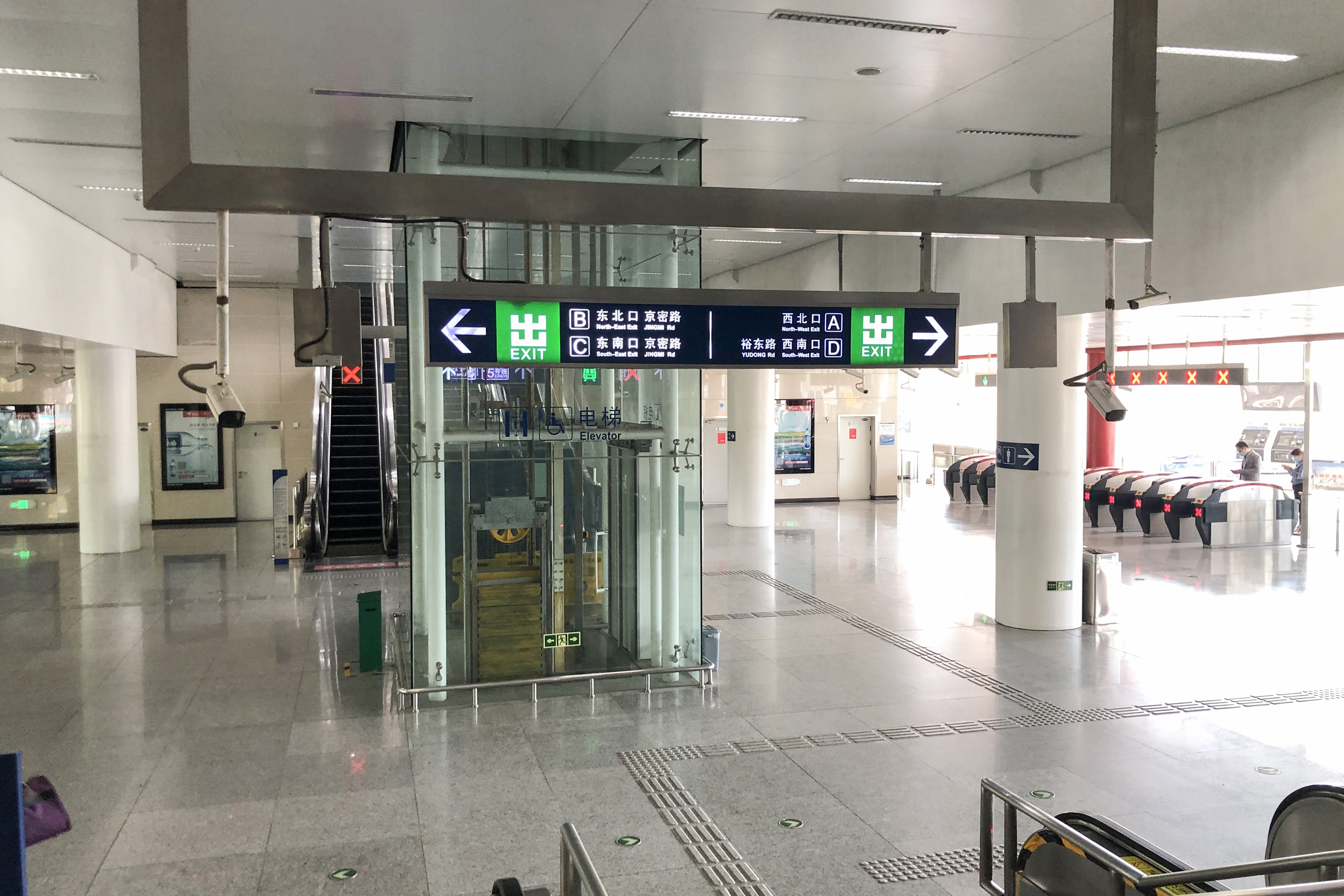
改札口

島式ホーム1面2線を有する高架駅である。中国紅を基調としている。
45000平方メートル及び2000平方メートルのパークアンドライド方式の駐車場がある。

## 隣の駅
北京地下鉄
■15号線
国展駅 - 花梨坎駅 - 後沙峪駅